# Wspólnota administracyjna Syrgenstein
Wspólnota administracyjna Syrgenstein – wspólnota administracyjna (niem. Verwaltungsgemeinschaft) w Niemczech, w kraju związkowym Bawaria, w rejencji Szwabia, w regionie Augsburg, w powiecie Dillingen an der Donau. Siedziba wspólnoty znajduje się w miejscowości Syrgenstein.
Wspólnota administracyjna zrzesza trzy gminy wiejskie (Gemeinde): 
- Bachhagel, 2 202 mieszkańców, 19,72 km²
- Syrgenstein, 3 542 mieszkańców, 16,66 km²
- Zöschingen, 730 mieszkańców, 14,61 km²